# Déli erszényesvakond
A déli erszényesvakond (Notoryctes typhlops) az emlősök (Mammalia) osztályának az erszényesek (Marsupialia) alosztályágához, ezen belül a bandikutalakúak (Peramelemorphia) rendjéhez és az erszényesnyúlfélék (Thylacomyidae) családjához tartozó faj.

## Elterjedése
Ausztrália területén honos. A kontinens belsejének sivatagos vidékei alatt él.

## Megjelenése
Testhossza 16 cm, ebből a farok 2,5 cm-t tesz ki. Testtömege 70 g. Fülkagylója nincs, kicsi használhatatlan szemét szőr rejti, orrát szarupajzs védi. Ásószerű karmaival jut előre a homokos talajban. Selymes, színjátszó bundáját a magas vastartalmú talaj rózsaszínesre vagy vörösesre színezi.

## Életmódja
A déli erszényesvakond az ausztráliai sivatagok homokjában kutat a felszín alatt élő rovarok és kis hüllők után. Nem fúr alagutat, hanem egyszerűen "úszik" a talajban, és hagyja, hogy a homok beomoljon mögötte.